# Auriesville
Auriesville est un hameau de Glen dans le comté de Montgomery (État de New York). À l'époque de la Nouvelle-France, ce lieu était un village iroquois nommé Ossernenon.
C'est à cet endroit que les missionnaires jésuites René Goupil et Isaac Jogues furent martyrisés en compagnie de Guillaume Couture et tués (1642 pour le frère René Goupil, 1646 pour Isaac Jogues). C'est aussi le lieu de naissance de sainte Kateri Tekakwitha née en 1656. Un 'sanctuaire national des Martyrs Nord-Américains' fut construit à Auriesville et honore la mémoire des jésuites morts pour la foi. 
Le frère René Goupil, les pères Isaac Jogues, Jean de Brébeuf, Gabriel Lalemant, Charles Garnier, Noël Chabanel et Antoine Daniel, ainsi que l'oblat laïque Jean de La Lande (tués par les Iroquois) ont été canonisés par le pape Pie XI en 1930.

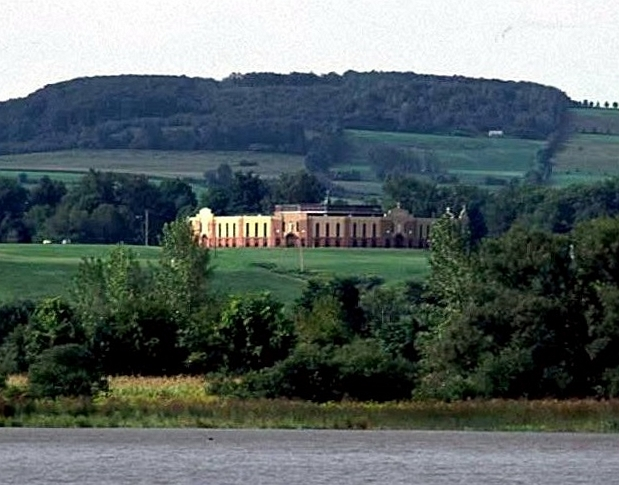
Auriesville, NY
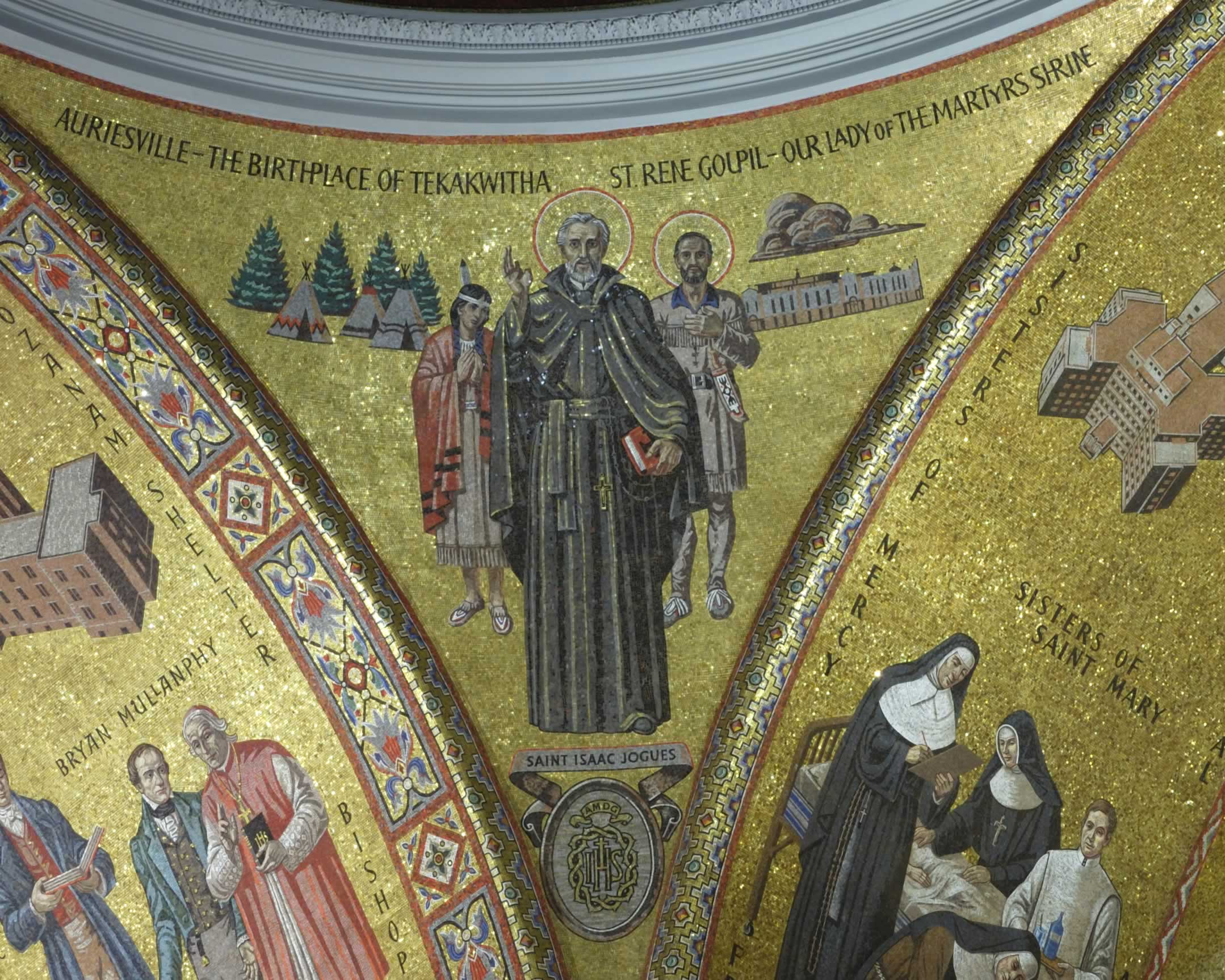
Saint Isaac Jogues